# P-15 (レーダー)
P-15 "トローパ"（ロシア語: "Тропа"、英語: "trail"）もしくは 1RL13（NATOコードネーム "Flat Face A"）はソ連で開発された極超短波レーダーである。

## 開発
1952年に開発されたP-15レーダーは1955年までに運用試験を終え、ソヴィエト防空軍で運用が開始された。S-125地対空ミサイルシステムとセットで運用され、低高度航空機探知の任を負った。
1959年には電子機器が近代化されたP-15Mレーダーの運用が開始され、1962年には受信装置や送信機の改良がされたP-15Nレーダーの運用が開始された。さらに1970年にはP-15MNが開発された。これはパルス・ドップラー・フィルターを搭載しており、P-15MNはこのシステムが搭載されたソ連初のレーダーシステムである。そして、P-15レーダーの最終改良型が1974年に開発され、これはP-19レーダーと呼ばれている。

## 運用国
- 東ドイツ[3]
- シリア
- ソビエト連邦